# Nectandra microcarpa
Nectandra microcarpa là một loài thực vật thuộc họ Lauraceae. Loài này có ở Colombia và Peru.